# Persprijzen Belfius
De Persprijzen Belfius, ook wel Belfius Persprijzen genoemd, is een reeks jaarlijkse persprijzen van de Belgische bank Belfius voor de beste artikels of artikelenreeksen, audiovisuele reportages en foto’s die tijdens het voorbije jaar in de media gepubliceerd of verspreid werden.

## Verloop van de wedstrijd
De inzendingen worden beoordeeld door verschillende prejury’s (één per categorie), die alle samengesteld zijn uit vaklui uit de mediawereld, specialisten en academici en vertegenwoordigers van Belfius Bank. De eindjury, samengesteld uit afgevaardigden van de prejury’s, kiest de laureaten uit de gekozen genomineerde werken. Daarna vindt een uitreiking plaats.

## Historiek
De Persprijzen zagen het levenslicht in 1963, toen de bank nog het Gemeentekrediet van België heette. Op dat moment was de wedstrijd enkel voor de schrijvende pers bedoeld.
Vanaf 1969 vielen ook radio en televisie in de prijzen. In 1978 en 1979 volgden respectievelijk de persprijs voor sportjournalistiek en voor fotografie. In 1988 sloot de financieel-economische persprijs zich bij het rijtje aan. In 1996 werd de Duitstalige pers als een afzonderlijke categorie erkend.
Voor de Persprijzen Belfius 2013 werd een nieuwe categorie toegevoegd: de Prijs van de Lokale Informatie.
Voor de 52e editie werd nogmaals een nieuwe categorie toegevoegd: digitale pers.

## Filosofie
Hoewel in de loop van de tijd de naam is veranderd en de prijzen zijn geëvolueerd, is de geest nog altijd dezelfde gebleven: de beste artikels en reportages van het jaar in de diverse perscategorieën bekronen en zodoende journalisten steunen in hun werk, dat vaak in moeilijke omstandigheden gebeurt. Vandaar de basisvoorwaarde dat enkel kandidaturen waarvan het onderwerp effectief verband houdt met België en/of zijn inwoners in aanmerking komen.

## Laureaten

### 54e editie (2016)[2]
- Digitale pers: Anneleen Ophoff, Rudi Vranckx en Vincent Merckx met 'Een dag als geen ander' (een.be)
- Lokale pers: De Regioredacties van Het Nieuwsblad met 'De gemeentetest' (Het Nieuwsblad)
- Schrijvende pers: Filip Rogiers met 'Brood & Boter. Alledaagse Verhalen Achter Parlementaire Vragen' (De Standaard – DS Weekblad)
- Fotopers: Fred Debrock (De Standaard - DS Weekblad)
- Deutschsprachige Pers: Heinz Warny met 'Damals in Ostbelgien' (Grenz-Echo)
- Radiopers: Katrien Vanderschoot en Mick Delbarre met 'Einde mandaat Kabila in Congo: Belgische pers niet welkom...' (VRT-Radio 1 – De Ochtend, De wereld vandaag, Bonus)
- Televisiepers: Faroek Özgünes en An Berger met 'In het spoor van Salah Abdeslam' (VTM - Nieuws)
- Financiële en economische pers: Stefaan Michielsen, Peter De Groote en Bert Broens met 'Optima' (De Tijd en tijd.be)

### 53e editie (2015)[3]
- Digitale pers: Wouter Van Driessche, Raphael Cockx, Dirk Selleslagh, Maarten Lambrechts en Filip Ysenbaert met 'De Gezondheidsrevolutie' (De Tijd)
- Lokale pers: Katrien Peirsman met 'De Radicale Aanpak' (VRT-Radio 2)[4]
- Schrijvende pers: Lars Bové met 'De Geheimen van de Staatsveiligheid blootgelegd' (De Tijd)
- Fotopers: Roger Job met 'Chasseurs de dealers. La brigade des stups de Charleroi' (Paris Match Belgique)
- Deutschsprachige Presse: Marion Schmitz-Reiners met 'Frieden in Zeiten des Terrors' (GrenzEcho, Belgieninfo.net)[5]
- Radiopers: Mieke Strynckx met 'Vluchtelingenstroom Balkanroute' (VRT-Radio 1)[4]
- Televisiepers: Guy De Troyer, Sara Van Boxstael en Sofie Coucke met 'De verdeelde klas' (VRT - Eén - Koppen)[4]
- Financiële en economische pers: Ine Renson en Jasper D'Hoore met 'Onze rusthuizen doorgelicht' (De Tijd)[6]

### 52e editie (2014)[7]
- Digitale pers: Wouter Van Driessche, Raphael Cockx, Dirk Selleslagh (De Tijd) met 'Modern Minds. Kan uw hoofd de 21ste eeuw aan?'
- Presse digitale: Séverin Patrick, Michael De Plaen (Le Soir, RTBF-VivaCité, Télé Bruxelles et Agence Alter) met '#SALAUDSDEPAUVRES'
- Lokale pers: Tom Kums (TV Limburg) met 'Er is leven na Ford'
- Presse locale: Justin Ferring, Vincent Vandestrate (Télé MB) met 'Quand la Ducasse ouvre ses portes'
- Schrijvende pers: Dries De Smet, Jan-Frederik Abbeloos, Ruben Mooijman (De Standaard) met 'De Kloof'
- Presse écrite: François Brabant (Le Vif/L'Express) met 'L'honneur bafoué des dockers'
- Foto: Jef Boes (De Tijd, NRC) met 'Tricolore De Wever'
- Deutschsprachige Presse: Roger Pinte, Alain Kniebs (BRF) met 'Poor little Belgium - Spuren des "Großen Kriegs"'
- Presse radio: Frédéric Moray (BEL RTL) met 'De gré ou de forces. Ces Wallons qui ont combattu pour l'Allemagne'
- Radiopers: Katrien Kubben (VRT-Radio 1 - Bonus) met 'De vergeten ramp: 40 jaar na de collegebrand van Heusden'
- Presse télévisée: Catherine Lorsignol, Jean De Waele (RTBF) met 'Piégés en Syrie'
- Televisiepers: Faroek Özgünes, Stein Falk (VTM-Telefacts) met 'Wietboer'
- Presse économique et financière: Younes Al Bouchouari (L'Echo) met 'Bruxelles Hong Kong Route hors taxe'
- Financiële en economische pers: Tim Pauwels, Luc Balthussen, Guy Janssens, Bart Haeck, Dries De Smet, Christophe Vanschoubroek (VRT - De Tijd – De Standaard) met 'Rekening14'
- Speciale pers financiële en economische pers: Kristof Clerix (Knack), Xavier Counasse, Lars Bové (MO*, Le Soir, De Tijd) met 'LuxLeaks'

### 51e editie (2013)[8]
- Lokale pers: Marc Lens met 'SALK' (VRT-Radio 2 Limburg)[9] / Laurent Henrard en Jean-Marc Vierset met 'Tour Apollo: "Charleroi, nous avons un problème"' (RTBF Transversales)
- Schrijvende pers: Lars Bové en Bart Haeck met 'Belastingsroute België' (De Tijd)[10] / Olivier Bailly met 'Bpost, c'est comme ça au début' (Revue Politique & L'Echo)
- Fotopers: Yves Herman met 'Grogne sociale en Belgique' (Reuters)
- Radiopers: Katrien Vanderschoot met 'Vervolgverhalen' (VRT-Radio 1 - De Ochtend/Vandaag)[11] / Dominique Burge met 'Ce que je voulais vous dire' (RTBF-Transversales)
- Deutschsprachige Presse: Nathalie Wimmer mit 'Eingecheckt im "Problemski Hotel" & Burka, ein verschleierter Blick auf Eupen' (Grenz-Echo)[12]
- Televisiepers: Dirk Leestmans en Caroline Van den Berghe met 'De gestoorde procedure' (VRT-Canvas-Panorama)[11] / Matthieu Lietaert en Friedrich Moser met 'The Brussels Business' (RTBF, ARTE & 9 autres chaînes)
- Financiële en economische pers: Ine Renson en Bart Haeck met 'Hoe gezond is uw ziekenhuis?' (De Tijd)[10] / Nicolas Keszei met 'Inside Fortis' (L'Echo)[13]

### 50e editie (2012)[14]
- Lokale pers: Luk Dewulf en Inge Wagemakers met 'Exit Concentratie' (AVS) / Stéphanie Vandreck en Julien Bader met 'Un son qui prend aux tripes' (RTBF Radio, La Première)
- Schrijvende pers: Maxie Eckert met 'Het ziekenhuisrapport/Alarm op de spoed' (De Standaard)[15] / Annick Hovine met 'Gabriel, un rêve d'enfant' (La Libre Belgique)
- Fotopers: Colin Delfosse met 'Goma : voyage au cœur du chaos' (L'Echo - De Tijd)
- Deutschsprachige presse : Chantal Delhez met 'Vater unbekannt' (BRF – Fernsehen)
- Radiopers: Ng Sauw Tjhoi met 'Stadsbendes' (VRT-Radio 1)[16] / Baptiste Hupin en Jean-Marc Vierset met '50ième anniversaire de la frontière linguistique' (RTBF)
- Televisiepers: Peter Brems en Leendert Derck met 'De fiscus buitenspel' (Canvas Panorama)[17] / Anne Pirson en Philippe Palamin met 'Les Campagnards' (MAtélé)
- Financiële en economische pers: Lars Bové en Bart Haeck met 'De postbus van zeven miljard' (De Tijd)[18] / Cécile Berthaud avec 'L'arme du crime, c'est l'entreprise' (L'Echo)

### 49e editie (2011)[19]
- Schrijvende pers: Bart Brinckman, Peter De Lobel en Wouter Van Driessche, De Standaard / François Brabant, "Di Rupo, histoire d'une marque", Le Vif/L'Express
- Radiopers: Jens Franssen, "De Arabische Lente", VRT / Odile Leherte, "Le boum des églises évangéliques", RTBF
- Televisiepers: Phara de Aguirre, "Kom mij maar halen", VRT / Christine Wargnies et Maxime Soyez, "Les Marronniers, la défense sociale", Notélé
- Fotopers: Sander De Wilde, "Jean-Luc Dehaene", Le Vif/L'Express
- Financiële en economische pers: Kris Van Hamme en Stefaan Michielsen, "Welkom in de wereld van het grote geld", De Tijd / Olivier Bailly, "Le surendettement", Le Soir
- Deutschsprachige presse : Norbert Meyrs, "Monseigneur Léonard", Kirchenzeitung

### 48e editie (2010)
- Schrijvende pers: Mark Eeckhaut, De Danneels-Tapes, De Standaard / David Leloup, Vaccin Anti-H1N1, Le Soir
- Radiopers: Lisbeth Imbo, Mea Culpa Bisschop Harpigny, (VRT-Radio 1 / Frédéric Moray, Kigali, 2020, BEL-RTL
- Televisiepers: Faroek Özgünes, In Guantanamo, VTM / Adel Lassouli, Les urgentistes de la justice, RTL TVI
- Fotopers: Yves Herman, Photo de famille, Reuters
- Financiële en economische pers: Ine Renson, Een spelletje roulette met de markten, De Tijd / Arnaud Grégoire, Le bonheur brut, Blog. Le Soir.be
- Deutschsprachige presse: Achim Nelles & Dr. Herbert Ruland, Charles Dekeyser, BRF